# 巨野北站
巨野北站位于中华人民共和国山东省菏泽市巨野县，是日兰高速铁路上的一座车站，2021年12月26日随日兰高速铁路曲阜至庄寨段开通而投入使用。